# Число Ахіллеса

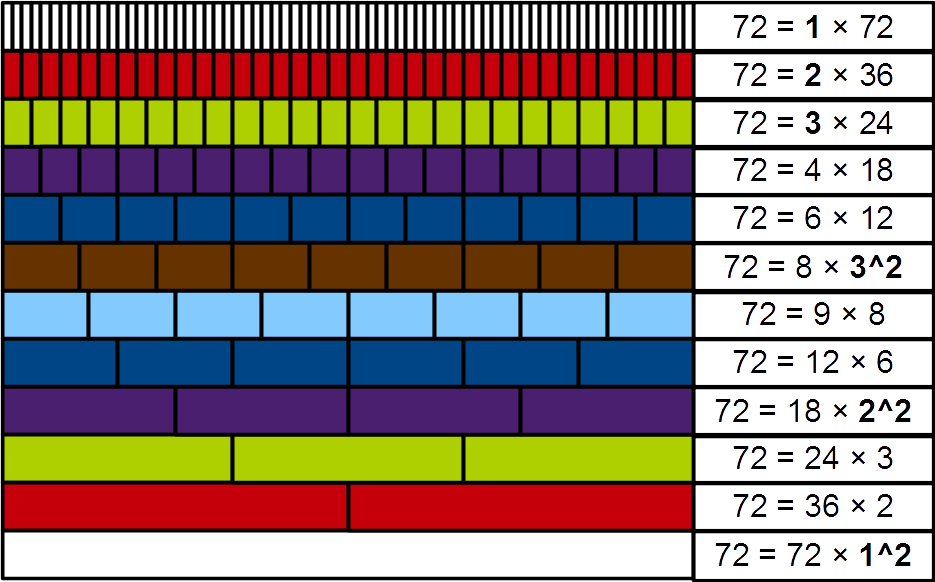
Демонстрація того, що число 72 є повнократним на паличках Кюїзенера

Число Ахіллеса – це число, яке є повнократним, але не є досконалим. Ціле додатне число n є повнократним числом, якщо для кожного простого множника p з n, p2 також є дільником. Іншими словами, кожен простий множник у розкладанні з’являється принаймні в квадраті. Всі числа Ахіллеса повнократні. Однак не всі повнократні числа є числами Ахіллеса: лише ті, які не можна представити як mk, де m і k є натуральними числами, більшими за 1.
Числа Ахіллеса були названі Генрі Боттомлі на честь Ахіллеса, героя Троянської війни, який також був могутнім, але недосконалим. Сильні числа Ахіллеса — це числа Ахіллеса, функція Ейлера від яких також є числами Ахіллеса.

## Послідовність чисел Ахіллеса
Число n = p1a1p2a2…pkak є повнократним, якщо min(a1, a2, …, ak) ≥ 2. Якщо додатково НСД(a1, a2, …, ak) = 1 число є числом Ахіллеса.
Числа Ахіллеса до 5000:
72, 108, 200, 288, 392, 432, 500, 648, 675, 800, 864, 968, 972, 1125, 1152, 1323, 1352, 1372, 1568, 1800, 1944, 2000, 2312, 2592, 2700, 2888, 3087, 3200, 3267, 3456, 3528, 3872, 3888, 4000, 4232, 4500, 4563, 4608, 5000 (послідовність A052486 з Онлайн енциклопедії послідовностей цілих чисел, OEIS).
Найменша пара послідовних чисел Ахіллеса:
5425069447 = 73 × 412 × 972
5425069448 = 23 × 260412

## Приклади
108 — повнократне число. Його розкладення на множники є 22 · 33, і, таким чином, його прості множники дорівнюють 2 і 3. Обидва 22 = 4 і 32 = 9 є дільниками числа 108. Однак 108 не можна представити як mk, де m та k є натуральними числами, більшими за 1, тому 108 є число Ахіллеса.
360 не є числом Ахіллеса, тому що воно не є повнократним. Одним із його простих множників є 5, але 360 не ділиться на 52 = 25.
Нарешті, 784 не є числом Ахіллеса. Це повнократне число, тому що не тільки 2 і 7 є його єдиними простими множниками, а й 22 = 4 і 72 = 49 є його дільниками. Тим не менш, це досконале число:
{\displaystyle 784=2^{4}\cdot 7^{2}=(2^{2})^{2}\cdot 7^{2}=(2^{2}\cdot 7)^{2}=28^{2}.\,}
Отже, це не число Ахіллеса.
500 = 22 × 53 є сильним числом Ахіллеса, тому що функція Ейлера від нього 200  = 23 × 52 також є числом Ахіллеса.